# アニメ・ミュージック・ビデオ
アニメ・ミュージック・ビデオ (英: Anime Music Video) とは、日本のアニメ映像に曲を合成、編集したミュージック・ビデオのことである。大抵の場合、AMVと略される（以下、AMVと表記する）。
AMVの定義について、使用楽曲がアニメーションOP・ED・挿入歌等が該当する。画像が一致しない場合、１ループ再生(２ループ目からループ数を明記すること)でもAMVと分類する。多少のアニメ内のセリフ入りはAMVの部類(ある程度限度がある)に入り、FULL音源を忠実に再現したものがその部類である。
AMVはメーカーや代理店によって公式にリリースされるものではなく、アニメファンがファン活動の一環として制作してアニメコンベンションやアニメクラブで上映しているものである。近年は、インターネットによる配布もある。AMVを製作、鑑賞しているのは主に海外のアニメファンである。日本ではむしろ、同様のアングラ活動は昔からのMADムービーの名で知られている。少数ではあるが日本人AMV製作者もAnimeMusicVideos.orgにて活動を行っている。
インターネット時代の前から、AMVはアニメエキスポやAnime Weekend Atlantaなどのアニメコンベンションで上映会やコンテストで披露されてきた。海外においてはコスプレなどと同様にアニメファンの文化としての地位を確立している。また、アニメエキスポは公式上映に限ってはASCAPに音楽の使用料を払っているので、より法的措置に強気に動くASCAPやRIAAへの対応はとっており、日本のメーカーがいかに軽く見られているかがわかる。
AMVの世界最大のコミュニティサイトであるAnimeMusicVideos.orgとは登録ユーザ数が888328人、登録ビデオ数は約15万本に及び作品評価を含むデータベースがあり、活発な情報交換が行われている。(2013年5月時点)
YouTubeの普及によりAnimeMusicVideos.orgに参加せずに活動するものも増えている。

## 歴史
発祥については色々な論説が有るがビデオデッキの普及にあわせて1970年-1980年頃にアメリカのアニメ鑑賞サークル等で発祥しているようである。
Dana Springallが2004年12月13日に発表した"A History on the Evolution of Anime Music Videos"という論文では1982年にJim Kaposztasによって制作されたものが最初としている。
しかしながら初期の物は小さいコミュニティでの事柄のため曖昧な点が多くもっと古い物が有る事も考えられる。
実際に普及したのは1989年-1993年頃のアニメエキスポ等のアニメ関連のイベントでAMVが上映されることで普及したようである。
またこの頃に「日本のアニメ」を素材にするという基本ルールが決まったようである。

## よく使用される素材
AMVは元々の定義ではアニメの映像を使用したものに限られていたが、ファイナルファンタジーシリーズやキングダム ハーツ シリーズなどテレビゲームのアニメーション映像を使用したものも多く見られる。また、AMVに使用される楽曲はアメリカやイギリスの音楽だけでなく、J-POPも頻繁に用いられる。

### 人気のあるアニメ
Anime Music Videos.Org調べ(2013年5月時点)
1. NARUTO -ナルト-: 16518作品 (8.62%)
2. ドラゴンボールZ:　11482作品 (5.99%)
3. 犬夜叉: 8830作品 (4.61%)
4. ブリーチ:　5141作品 (2.68%)
5. ファイナルファンタジーVII アドベントチルドレン: 4986作品(2.60%)
6. 鋼の錬金術師: 4970作品(2.59%)
7. 新世紀エヴァンゲリオン: 4223作品(2.20%)
8. ファイナルファンタジーX: 4186作品(2.18%)
9. ファイナルファンタジーVIII: 4136作品(2.16%)
10. 美少女戦士セーラームーン: 4120作品(2.15%)

### 人気のあるアーティスト
Anime Music Videos.Org調べ(2013年5月時点)
1. リンキン・パーク 8836作品
2. エヴァネッセンス 2267作品
3. ディスターブド 1727作品
4. システム・オブ・ア・ダウン 1717作品
5. ナイトウィッシュ 1302作品
6. ウィズイン・テンプテーション 1109作品
7. コーン 1020作品
8. メタリカ 963作品
9. ブレイキング・ベンジャミン 953作品
10. スリー・デイズ・グレイス 899作品